# لورانس دور
لورانس دور (بالإنجليزية: Lawrence Dorr)‏ هو كاتب أمريكي، ولد في 1925، وتوفي في 2014.